# Aeroportul Jönköping
Aeroportul Jönköping (IATA: JKG, ICAO: ESGJ) este un aeroport din Comuna Jönköping, Jönköpings län, Suedia ce deservește zona Jönköping. Aeroportul a fost tranzitat în 2022 de 15.604 pasageri. A fost deschis în 1961 și numit după zona deservită.
Situat la o altitudine de 226 m, aeroportul dispune de 2 piste.

## Infrastructură

### Piste
Aeroportul dispune de 2 piste. Pista 01/19 are suprafața de asfalt. Pista 11/29 are suprafața de Iarbă. 